# Liste des mammifères à Saint-Pierre-et-Miquelon
Pour des articles plus généraux, voir Liste des mammifères en France et Liste des mammifères au Canada.

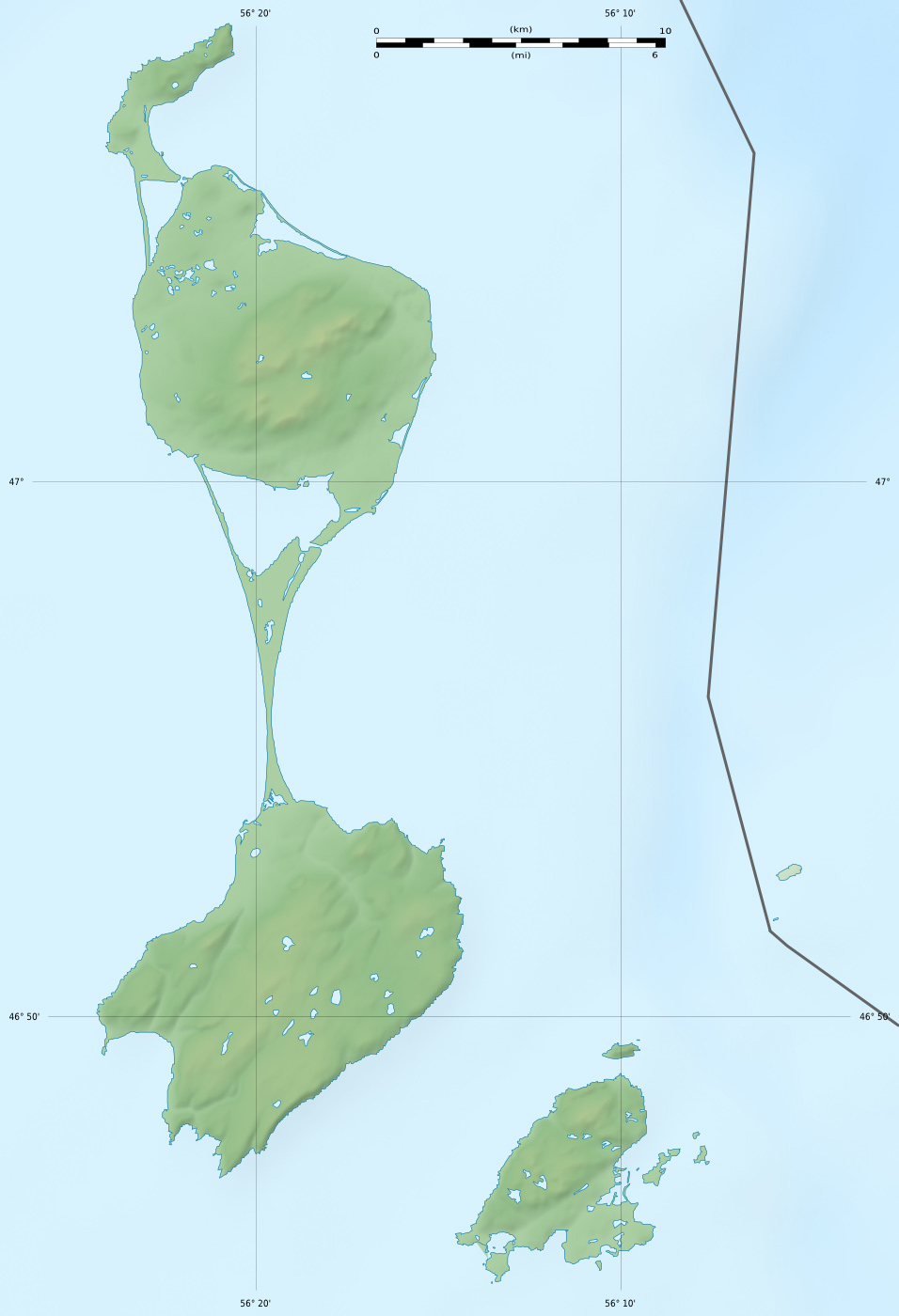
Carte topographique de Saint-Pierre-et-Miquelon.

Localisation de Saint-Pierre-et-Miquelon en Amérique du Nord.

Cette liste commentée recense la mammalofaune à Saint-Pierre-et-Miquelon. Elle répertorie les espèces de mammifères saint-pierrais et miquelonnais actuels et celles qui ont été récemment classifiées comme éteintes (à partir de l'Holocène, depuis donc 11 700 ans av. J.‑C.). Cette liste comporte 37 espèces réparties en huit ordres et 19 familles, dont cinq sont « en danger », deux sont « vulnérables », une est « quasi menacée » et quatre ont des « données insuffisantes » pour être classées (selon les critères de la liste rouge de l'UICN au niveau mondial).
Elle contient au moins neuf espèces introduites sur ce territoire, qui sont plus ou moins bien acclimatées. Il peut contenir aussi des animaux non reconnus par la liste rouge de l'UICN (aucun mammifère ici) et ils sont classés en « non évalué » : cela étant dû notamment au manque de données, à des espèces domestiques, disparues ou éteintes avant le XVIe siècle. Il n'existe pas à Saint-Pierre-et-Miquelon d'espèce et de sous-espèce de mammifère endémique.

## Statuts de la liste rouge de l'UICN
Les statuts de conservation utilisés par la liste rouge de l'UICN mondiale sont :
| (EX) | Éteint                  | Il n'y a pas le moindre doute sur le fait que le dernier spécimen recensé est mort.                                                                   |
| (EW) | Éteint à l'état sauvage | L'espèce est connue uniquement en captivité ou en tant que population naturalisée bien en dehors de son ancienne aire de répartition.                 |
| (CR) | En danger critique      | L'espèce risque prochainement de s'éteindre à l'état sauvage.                                                                                         |
| (EN) | En danger               | L'espèce fait face à un très gros risque d'extinction à l'état sauvage.                                                                               |
| (VU) | Vulnérable              | L'espèce fait face à un gros risque d'extinction à l'état sauvage.                                                                                    |
| (NT) | Quasi menacé            | L'espèce ne satisfait pas un ou plusieurs des critères prévus qui permettraient de la catégoriser, mais pourrait risquer de s'éteindre dans le futur. |
| (LC) | Préoccupation mineure   | Il n'y a pas de risque identifiable pour l'espèce. |
| (DD) | Données insuffisantes   | Il n'y a pas d'information adéquate qui permettraient de faire une évaluation des risques pour cette espèce.                                          |
| (NE) | Non évalué              | L'espèce n'a pas encore été confrontée aux critères précédents, n'est pas reconnue par l'UICN ou bien s'est éteinte avant le XVIe siècle.             |

## Ordre:Primates

### Famille:Hominidés
| Nom vulgaire, nom binominal et citation d'auteurs | Origine et statut à Saint-Pierre-et-Miquelon | Aire de répartition                    | Statut UICN mondial | Image         |
| ------------------------------------------------- | -------------------------------------------- | -------------------------------------- | ------------------- | ------------- |
| Homme moderne Homo sapiens Linnaeus, 1758         | Autochtone,                                  | Aire de répartition de l'Homme moderne | [ 2 ]               | Homme moderne |

## Ordre:Lagomorphes

### Famille:Léporidés
| Nom vulgaire, nom binominal et citation d'auteurs | Origine et statut à Saint-Pierre-et-Miquelon | Aire de répartition                      | Statut UICN mondial | Image             |
| ------------------------------------------------- | -------------------------------------------- | ---------------------------------------- | ------------------- | ----------------- |
| Lièvre d'Amérique Lepus americanus Erxleben, 1777 | Allochtone (Introduit),                      | Aire de répartition du Lièvre d'Amérique | [ 4 ]               | Lièvre d'Amérique |
| Lièvre arctique Lepus arcticus Ross, 1819         | Allochtone (Introduit)                       | Aire de répartition du Lièvre arctique   | [ 5 ]               | Lièvre arctique   |

## Ordre:Rodentiens

### Famille:Cricétidés
| Nom vulgaire, nom binominal et citation d'auteurs      | Origine et statut à Saint-Pierre-et-Miquelon | Aire de répartition                       | Statut UICN mondial | Image              |
| ------------------------------------------------------ | -------------------------------------------- | ----------------------------------------- | ------------------- | ------------------ |
| Campagnol des prés Microtus pennsylvanicus (Ord, 1815) | Allochtone (Introduit)                       | Aire de répartition du Campagnol des prés | [ 7 ]               | Campagnol des prés |

### Famille:Muridés
| Nom vulgaire, nom binominal et citation d'auteurs | Origine et statut à Saint-Pierre-et-Miquelon | Aire de répartition                    | Statut UICN mondial | Image        |
| ------------------------------------------------- | -------------------------------------------- | -------------------------------------- | ------------------- | ------------ |
| Souris grise Mus musculus Linnaeus, 1758          | Allochtone (Introduit)                       | Aire de répartition de la Souris grise | [ 8 ]               | Souris grise |
| Rat surmulot Rattus norvegicus (Berkenhout, 1769) | Allochtone (Introduit)                       | Aire de répartition du Rat surmulot    | [ 9 ]               | Rat surmulot |

## Ordre:Chiroptères

### Famille:Vespertilionidés
| Nom vulgaire, nom binominal et citation d'auteurs                 | Origine et statut à Saint-Pierre-et-Miquelon | Aire de répartition                              | Statut UICN mondial | Image                  |
| ----------------------------------------------------------------- | -------------------------------------------- | ------------------------------------------------ | ------------------- | ---------------------- |
| Chauve-souris argentée Lasionycteris noctivagans (Le Conte, 1831) | Autochtone                                   | Aire de répartition de la Chauve-souris argentée | [ 11 ]              | Chauve-souris argentée |
| Chauve-souris brune Myotis lucifugus (Le Conte, 1831)             | Autochtone                                   | Aire de répartition de la Chauve-souris brune    | [ 13 ]              | Chauve-souris brune    |

## Ordre:Cétacés

### Famille:Balænidés
| Nom vulgaire, nom binominal et citation d'auteurs     | Origine et statut à Saint-Pierre-et-Miquelon | Aire de répartition                          | Statut UICN mondial | Image              |
| ----------------------------------------------------- | -------------------------------------------- | -------------------------------------------- | ------------------- | ------------------ |
| Baleine de Biscaye Eubalaena glacialis (Müller, 1776) | Autochtone                                   | Aire de répartition de la Baleine de Biscaye | [ 14 ]              | Baleine de Biscaye |

### Famille:Balænoptéridés
| Nom vulgaire, nom binominal et citation d'auteurs          | Origine et statut à Saint-Pierre-et-Miquelon | Aire de répartition                        | Statut UICN mondial | Image            |
| ---------------------------------------------------------- | -------------------------------------------- | ------------------------------------------ | ------------------- | ---------------- |
| Baleine de Minke Balaenoptera acutorostrata Lacépède, 1804 | Autochtone                                   | Aire de répartition de la Baleine de Minke | [ 15 ]              | Baleine de Minke |
| Rorqual boréal Balaenoptera borealis Lesson, 1828          | Autochtone                                   | Aire de répartition du Rorqual boréal      | [ 16 ]              | Rorqual boréal   |
| Baleine bleue Balaenoptera musculus (Linnaeus, 1758)       | Autochtone                                   | Aire de répartition de la Baleine bleue    | [ 17 ]              | Baleine bleue    |
| Rorqual commun Balaenoptera physalus (Linnaeus, 1758)      | Autochtone                                   | Aire de répartition du Rorqual commun      | [ 18 ]              | Rorqual commun   |
| Baleine à bosse Megaptera novaeangliae (Borowski, 1781)    | Autochtone                                   | Aire de répartition de la Baleine à bosse  | [ 19 ]              | Baleine à bosse  |

### Famille:Delphinidés
| Nom vulgaire, nom binominal et citation d'auteurs                    | Origine et statut à Saint-Pierre-et-Miquelon | Aire de répartition                                  | Statut UICN mondial | Image                         |
| -------------------------------------------------------------------- | -------------------------------------------- | ---------------------------------------------------- | ------------------- | ----------------------------- |
| Dauphin commun Delphinus delphis Linnaeus, 1758                      | Autochtone                                   | Aire de répartition du Dauphin commun                | [ 21 ]              | Dauphin commun                |
| Globicéphale noir Globicephala melas (Traill, 1809)                  | Autochtone                                   | Aire de répartition du Globicéphale noir             | [ 22 ]              | Globicéphale noir             |
| Lagénorhynque à flancs blancs Lagenorhynchus acutus (Gray, 1828)     | Autochtone                                   | Aire de répartition du Lagénorhynque à flancs blancs | [ 23 ]              | Lagénorhynque à flancs blancs |
| Lagénorhynque à rostre blanc Lagenorhynchus albirostris (Gray, 1846) | Autochtone                                   | Aire de répartition du Lagénorhynque à rostre blanc  | [ 24 ]              | Lagénorhynque à rostre blanc  |
| Orque Orcinus orca (Linnaeus, 1758)                                  | Autochtone                                   | Aire de répartition de l'Orque                       | [ 25 ]              | Orque                         |
| Fausse Orque Pseudorca crassidens (Owen, 1846)                       | Autochtone                                   | Aire de répartition de la Fausse Orque               | [ 26 ]              | Fausse Orque                  |
| Dauphin bleu et blanc Stenella coeruleoalba (Meyen, 1833)            | Erratique,                                   | Aire de répartition du Dauphin bleu et blanc         | [ 28 ]              | Dauphin bleu et blanc         |
| Grand Dauphin commun Tursiops truncatus (Montagu, 1821)              | Autochtone                                   | Aire de répartition du Grand Dauphin commun          | [ 29 ]              | Grand Dauphin commun          |

### Famille:Monodontidés
| Nom vulgaire, nom binominal et citation d'auteurs | Origine et statut à Saint-Pierre-et-Miquelon | Aire de répartition            | Statut UICN mondial | Image   |
| ------------------------------------------------- | -------------------------------------------- | ------------------------------ | ------------------- | ------- |
| Bélouga Delphinapterus leucas (Pallas, 1776)      | Erratique                                    | Aire de répartition du Bélouga | [ 31 ]              | Bélouga |

### Famille:Phocœnidés
| Nom vulgaire, nom binominal et citation d'auteurs  | Origine et statut à Saint-Pierre-et-Miquelon | Aire de répartition                    | Statut UICN mondial | Image           |
| -------------------------------------------------- | -------------------------------------------- | -------------------------------------- | ------------------- | --------------- |
| Marsouin commun Phocoena phocoena (Linnaeus, 1758) | Erratique                                    | Aire de répartition du Marsouin commun | [ 33 ]              | Marsouin commun |

### Famille:Kogiidés
| Nom vulgaire, nom binominal et citation d'auteurs  | Origine et statut à Saint-Pierre-et-Miquelon | Aire de répartition                    | Statut UICN mondial | Image           |
| -------------------------------------------------- | -------------------------------------------- | -------------------------------------- | ------------------- | --------------- |
| Cachalot pygmée Kogia breviceps (Blainville, 1838) | Erratique                                    | Aire de répartition du Cachalot pygmée | [ 35 ]              | Cachalot pygmée |

### Famille:Physétéridés
| Nom vulgaire, nom binominal et citation d'auteurs    | Origine et statut à Saint-Pierre-et-Miquelon | Aire de répartition                   | Statut UICN mondial | Image          |
| ---------------------------------------------------- | -------------------------------------------- | ------------------------------------- | ------------------- | -------------- |
| Grand Cachalot Physeter macrocephalus Linnaeus, 1758 | Autochtone                                   | Aire de répartition du Grand Cachalot | [ 36 ]              | Grand Cachalot |

### Famille:Ziphiidés
| Nom vulgaire, nom binominal et citation d'auteurs           | Origine et statut à Saint-Pierre-et-Miquelon | Aire de répartition                               | Statut UICN mondial | Image                   |
| ----------------------------------------------------------- | -------------------------------------------- | ------------------------------------------------- | ------------------- | ----------------------- |
| Baleine à bec de Cuvier Ziphius cavirostris G. Cuvier, 1823 | Autochtone                                   | Aire de répartition de la Baleine à bec de Cuvier | [ 37 ]              | Baleine à bec de Cuvier |

## Ordre:Artiodactyles

### Famille:Cervidés
| Nom vulgaire, nom binominal et citation d'auteurs          | Origine et statut à Saint-Pierre-et-Miquelon | Aire de répartition                     | Statut UICN mondial | Image            |
| ---------------------------------------------------------- | -------------------------------------------- | --------------------------------------- | ------------------- | ---------------- |
| Cerf de Virginie Odocoileus virginianus (Zimmermann, 1780) | Allochtone (Introduit)                       | Aire de répartition du Cerf de Virginie | [ 38 ]              | Cerf de Virginie |

## Ordre:Périssodactyles

### Famille:Équidés
| Nom vulgaire, nom binominal et citation d'auteurs | Origine et statut à Saint-Pierre-et-Miquelon | Aire de répartition           | Statut UICN mondial | Image  |
| ------------------------------------------------- | -------------------------------------------- | ----------------------------- | ------------------- | ------ |
| Cheval Equus caballus Linnaeus, 1758              | Allochtone (Introduit)                       | Aire de répartition du Cheval | [ 40 ]              | Cheval |

## Ordre:Carnivores

### Famille:Canidés
| Nom vulgaire, nom binominal et citation d'auteurs | Origine et statut à Saint-Pierre-et-Miquelon | Aire de répartition                | Statut UICN mondial | Image       |
| ------------------------------------------------- | -------------------------------------------- | ---------------------------------- | ------------------- | ----------- |
| Loup gris Canis lupus Linnaeus, 1758              | Allochtone (Introduit)                       | Aire de répartition du Loup gris   | [ 42 ]              | Loup gris   |
| Renard roux Vulpes vulpes (Linnaeus, 1758)        | Peut-être autochtone,                        | Aire de répartition du Renard roux | [ 43 ]              | Renard roux |

### Famille:Mustélidés
| Nom vulgaire, nom binominal et citation d'auteurs    | Origine et statut à Saint-Pierre-et-Miquelon | Aire de répartition                         | Statut UICN mondial | Image             |
| ---------------------------------------------------- | -------------------------------------------- | ------------------------------------------- | ------------------- | ----------------- |
| Loutre de rivière Lontra canadensis (Schreber, 1777) | Autochtone (Disparu, puis erratique),        | Aire de répartition de la Loutre de rivière | [ 45 ]              | Loutre de rivière |

### Famille:Phocidés
| Nom vulgaire, nom binominal et citation d'auteurs             | Origine et statut à Saint-Pierre-et-Miquelon | Aire de répartition                        | Statut UICN mondial | Image               |
| ------------------------------------------------------------- | -------------------------------------------- | ------------------------------------------ | ------------------- | ------------------- |
| Phoque à capuchon Cystophora cristata (Erxleben, 1777)        | Erratique                                    | Aire de répartition du Phoque à capuchon   | [ 46 ]              | Phoque à capuchon   |
| Phoque gris Halichoerus grypus (Fabricius, 1791)              | Autochtone                                   | Aire de répartition du Phoque gris         | [ 47 ]              | Phoque gris         |
| Phoque du Groenland Pagophilus groenlandicus (Erxleben, 1777) | Erratique                                    | Aire de répartition du Phoque du Groenland | [ 48 ]              | Phoque du Groenland |
| Phoque veau marin Phoca vitulina Linnaeus, 1758               | Autochtone                                   | Aire de répartition du Phoque veau marin   | [ 49 ]              | Phoque veau marin   |

### Famille:Félidés
| Nom vulgaire, nom binominal et citation d'auteurs | Origine et statut à Saint-Pierre-et-Miquelon | Aire de répartition                 | Statut UICN mondial | Image        |
| ------------------------------------------------- | -------------------------------------------- | ----------------------------------- | ------------------- | ------------ |
| Chat sauvage Felis silvestris Schreber, 1777      | Allochtone (Introduit)                       | Aire de répartition du Chat sauvage | [ 50 ]              | Chat sauvage |